# Pseudotsuga
Pseudotsuga és un gènere de coníferes de fulla persistent.
Les espècies d'aquest gènere reben el nom comú d'Avets de Douglas quan en realitat no són avets, del gènere Abies, sinó un gènere independent però morfològicament molt similar. El nom de Douglas fa referència al botànic escocès David Douglas,el primer que va introduir un arbre d'aquest gènere a Europa (1826).
Les 5 espècies del gènere Pseudotsuga són arbres de mida mitjana, gran o molt gran (fan de 20 a 120 m d'alt). Una pseudotsuga tallada el 1902 a Lynn Valley prop de Vancouver, Colúmbia Britànica es va informar que mesurava 415 peus (126.5 m) d'alt i 4.3 m de diàmetre.
Les fulles són aplanades i linears, semblants a la dels avets.
Les pinyes són pèndules amb esquames persistents i tenen una bràctea de tres puntes.
A Catalunya se'n pot veure algun exemplar a l'Arborètum de Masjoan, a Espinelves.

## Espècies i varietats
Amèrica del Nord

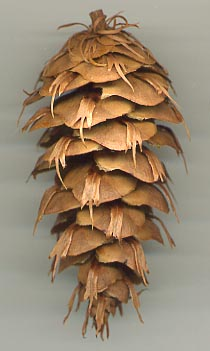
Pinya d'un arbre nascut de llavors collides pel botànic David Douglas

- Pseudotsuga menziesii var. menziesii (Avet Douglas de la costa)
  - Pseudotsuga menziesii var. glauca (Avet Douglas de les Rocoses)
- Pseudotsuga lindleyana (de Mèxic)
- Pseudotsuga macrocarpa (de pinyes grans)

Àsia
- Pseudotsuga japonica (del Japó)
- Pseudotsuga sinensis var. sinensis (de la Xina)
  - Pseudotsuga sinensis var. gaussenii
  - Pseudotsuga sinensis var. brevifolia
  - Pseudotsuga sinensis var. forrestii
  - Pseudotsuga sinensis var. wilsoniana (de Taiwan)